# Gregorio Orozco
Gregorio Orozco y Orozco (* 17. Juli 1889 in Arandas, Jalisco; † 13. Februar 1974 in Guadalajara, Jalisco) war ein mexikanischer Fußballspieler und Unternehmer. Er spielte für den Guadalajara Football Club sowie seinen Rechtsvorgänger Club Unión und wird als einer seiner Gründer angesehen. Von 1911 bis 1914 war er Präsident dieses Vereins und somit der zweite Präsident in dessen Geschichte, nachdem er seinen Bruder Rafael beerbt hatte, der von 1908 bis 1911 erster Präsident in der Geschichte des seinerzeitigen Guadalajara FC und heutigen CD Guadalajara war. Außerdem war er 1908 Mitbegründer und erster Vorsitzender der Liga Amateur de Jalisco; einem Fußballwettbewerb, der bis zur Einführung des Profifußballs 1943 bestand. 
Auf der Suche nach Arbeit verließen Gregorio Orozco und sein Bruder Rafael 1906 ihren ländlichen Geburtsort Arandas und immigrierten nach Guadalajara. Dort fand Rafael eine Anstellung in dem Bekleidungsunternehmen Fábricas de Francia, während Gregorio eine Niederlassung der in der Hauptstadt ansässigen Lebensmittelkette Almacenes Ciudad de México gründete, die sich unweit der Kathedrale von Guadalajara befand.
Durch seinen Bruder Rafael, der viele französische Arbeitskollegen hatte, gelangten gelegentlich französische Zeitungen in seinen Besitz. Auf diese Weise lernte er den Fußball kennen, der ihn von Anfang an begeisterte. Über die „French Connection“ lernte er schließlich auch den französischstämmigen Calixto Gas und den aus Belgien immigrierten Edgar Everaert kennen, die ebenfalls begeisterte Anhänger des Fußballsports waren. 
Gemeinsam gründeten sie noch im selben Jahr einen Fußballverein namens Club Unión, der zwei Jahre später in Guadalajara FC umbenannt wurde.
Das Leben als Präsident des von ihm mit gegründeten Guadalajara FC war nicht immer einfach. Einmal tauchten nach einem hitzigen Derby zwischen Guadalajara und seinem damaligen Erzrivalen Liceo de Varones Spieler der gegnerischen Mannschaft vor seinem Haus auf und bewarfen es mit Steinen. 
Gregorio Orozco heiratete 1914 und lebte bis zu seinem Tode am 13. Februar 1974 in dem Haus Nummer 1385 an der Avenida Pedro Moreno in Guadalajara.
Sein Sohn Gabriel Orozco bewarb sich 1999 um das Präsidentenamt beim CD Guadalajara, unterlag jedoch gegen Francisco Cárdenas.